# Francisco Luís Baltasar António da Gama
Dom Francisco Luís Baltasar António da Gama, 2.º Marquês de Nisa e 6.º Conde da Vidigueira (1 de Março de 1636 – Évora, 10 de Agosto de 1707), foi um militar e político português.

## Biografia

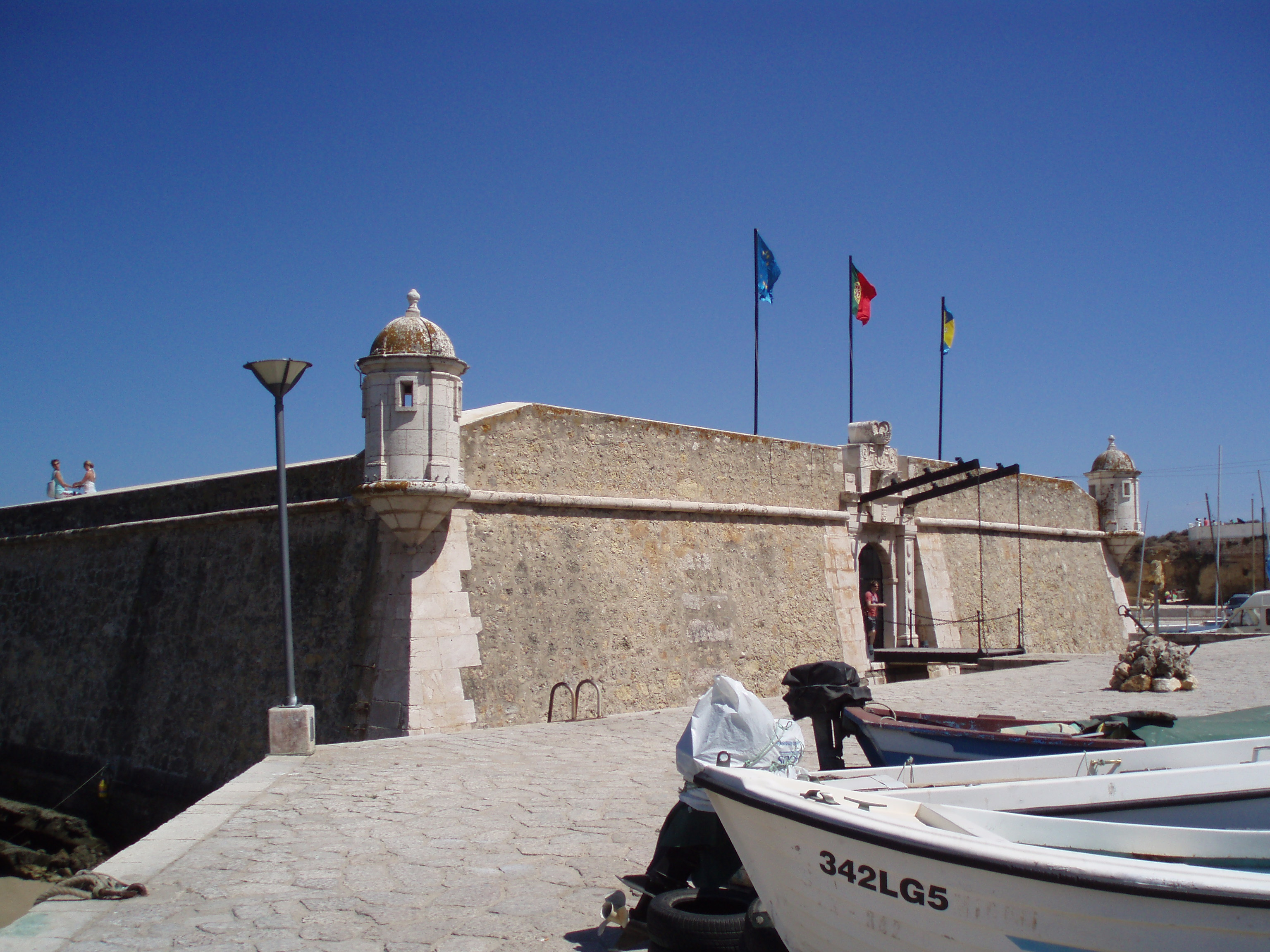
Forte da Nossa Senhora da Penha de França.

Serviu na Guerra da Restauração, tendo servido como Mestre de Campo de infantaria no Alentejo e como General de cavalaria na Beira.
Após a guerra, tornou-se Governador do Algarve, tendo empreendido a construção do Forte de Nossa Senhora da Penha de França (popularmente denominado de Forte da Ponta da Bandeira) e de um Corpo da Guarda (o edifício foi, posteriormente, ocupado pela alfândega de Lagos e pela galeria de arte Mercado dos Escravos), em Lagos.
Foi, igualmente, deputado da Junta dos Três Estados e Governador das Armas de Peniche.
Em data desconhecida, a Câmara Municipal de Lagos atribuiu o seu nome a uma rua na Freguesia de Santa Maria, no Concelho de Lagos.